# Coin anti-poussière
 (janvier 2024).
Un coin anti-poussière est une pièce en forme de triangle, généralement en laiton ou en nickel, utilisée pour empêcher la poussière de s'accumuler dans les coins. Dans les escaliers, il est placé au point de rencontre de la marche, de la contremarche et du limon. Les coins anti-poussière facilitent ainsi les tâches ménagères telles que balayer et passer l'aspirateur,. Les coins anti-poussière d'escalier apparaissent à l'époque victorienne. Un petit trou permet généralement sa fixation.